# Heilige Liga (1571)

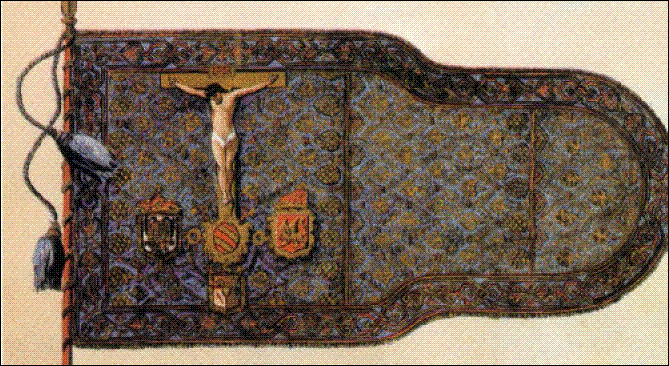
Standaard die de Heilige Liga voerde in de Slag bij Lepanto.

De Heilige Liga van 1571 (Spaans: Liga Santa, Italiaans: Lega Santa) was een initiatief van paus Pius V en bestond uit bijna alle grote katholieke zeevarende staten in het Middellandse Zeegebied. De bedoeling ervan was om de Ottomaanse beheersing van de oostelijke Middellandse Zee te breken. De Liga werd formeel gesloten op 25 mei 1571 tussen de Kerkelijke Staat, de Spaans-Habsburgse koninkrijken Spanje, Napels en Sicilië, de republieken Venetië en Genua, het groothertogdom Toscane, de hertogdommen Savoye, Parma en Urbino en de Orde van Malta. Deze staten zouden elk jaar op 1 april samen een leger gereedmaken van 200 galeien, 100 andere schepen, 50.000 voetsoldaten, 4500 ruiters en toereikend geschut. Juan van Oostenrijk, de onwettige halfbroer van koning Filips II van Spanje, werd aangewezen als opperbevelhebber.
De Liga liet het lidmaatschap open voor het Heilige Roomse Rijk, Frankrijk en Portugal, maar geen van hen sloot zich aan. Het Rijk verkoos zijn wapenstilstand met Constantinopel te handhaven, terwijl Frankrijk een actief anti-Spaans bondgenootschap met de Ottomanen onderhield. Portugal was druk bezig met zijn eigen Marokkaanse campagne en zijn voortdurende zeeslagen met de Ottomanen in de Rode Zee en de Indische Oceaan en had geen strijdkrachten vrij.
De Liga bracht oorspronkelijk een vloot bijeen ter ondersteuning van de Venetiaanse verdedigers van Cyprus, dat was binnengevallen door Ottomaanse troepen onder leiding van Lala Kara Mustafa Pasja in juli 1570, maar kon de val van het eiland aan de Ottomanen niet tijdig voorkomen.
Op 7 oktober 1571 behaalde de Liga echter een verpletterende overwinning op de Ottomaanse vloot in de Slag bij Lepanto aan de westkust van Griekenland. De snelle overwinning van de christenen werd echter door interne verdeeldheid niet uitgebuit. Bij het sluiten van het vredesverdrag in 1573 werd de Liga ontbonden, kort nadat paus Pius V stierf.